# Park Narodowy Aguaro-Guariquito
Park Narodowy Aguaro-Guariquito (hiszp. Parque nacional Aguaro-Guariquito) – park narodowy w Wenezueli położony w stanie Guárico. Został utworzony 7 marca 1974 roku i zajmuje obszar 5857,5 km². W 2005 roku został zakwalifikowany przez BirdLife International jako ostoja ptaków IBA. 

## Opis
Park obejmuje fragment rozległej równiny, pomiędzy rzekami Aguaro i Guariquito (dorzecze rzeki Orinoko), w środkowej części Wenezueli. Są tu tylko niewielkie wzniesienia w postaci tarasów przylegających do cieków wodnych. Występują liczne rzeki, potoki i jeziora. Większość parku pokrywa sawanna. Są tu też wilgotne lasy równikowe, a nad brzegami rzek lasy galeriowe.
Średnia roczna temperatura w parku wynosi +28 °C. Pora deszczowa trwa od lipca do listopada.

## Flora
W szacie roślinnej sawanny dominują Gynerium sagittatum i Guadua latifolia. W lasach galeriowych rosną m.in.: Mauritia flexuosa, Coccoloba caracasana, Guarea guidonia, Sclerolobium aureum, Caraipa savannarum, Copernicia tectorum i Vitex orinocensis.

## Fauna
Ssaki żyjące w parku to zagrożone wyginięciem (EN) inia amazońska i arirania amazońska, narażone na wyginięcie (VU) mrówkojad wielki, manat karaibski i zębolita olbrzymia, a także m.in.: kapibara wielka, wyjec rudy, pancernik dziewięciopaskowy, mulak białoogonowy, jaguar amerykański, puma płowa i ocelot wielki.
Ptaki tu występujące to m.in.: czubacz żółtoguzy, czakalaka rdzaworzytna, grzywoszyjka amazońska, kukawczyk mały, złotopiór przepasany, bentewi wenezuelski, muchołap wenezuelski, dławigad amerykański i strzyż plamisty.
Z gadów w parku żyje m.in.: krytycznie zagrożony wyginięciem (CR) krokodyl orinokański oraz narażony na wyginięcie (VU) żółw Podocnemis unifilis.